# YAML
YAML（ヤメル、ヤムル）とは、構造化データやオブジェクトを文字列にシリアライズ（直列化）するためのデータ形式の一種。

## 特徴
テキストのため可読である。その概念はXMLやプログラミング言語であるC、Python、Perlからきている。YAMLの原案はクラーク・エバンス、ブライアン・インガーソン、オーレン・ベンキクが共同で出した。
YAMLは再帰的に定義された頭字語でありその語源は「YAML Ain't a Markup Language.」（→YAMLはマークアップ言語じゃない）である。初期には「Yet Another Markup Language」（→もうひとつ別のマークアップ言語）と言われていたが、マークアップよりもデータ重視を目的としていたために後付されてできた名前である。しかしながら XML（本当のマークアップ言語）がデータシリアライズ目的のために頻繁に使用されるため、 YAMLを軽量マークアップ言語と考えることもできる。類似の規格としてJSONがある。

## 表記方法
インデントを使い階層構造を表現する。ただし、インデントにはタブが使えずスペースのみが使える。スペース2個単位でインデントすることが多い。

## 例
# は行コメント。---は、一つのファイル内に複数のYAMLドキュメントを埋め込むときに用いるセパレータ。

### リスト
```
---
 
# お好みの映画、ブロック形式

-
 
Casablanca

-
 
Spellbound

-
 
Notorious

---
 
# 買い物リスト、インライン形式、またはフロー形式

[
milk
,
 
bread
,
 
eggs
]

```

### 連想配列
```
---
 
# ブロック

name
:
 
John Smith

age
:
 
33

---
 
# インライン

{
name
:
 
John Smith
,
 age
:
 
33
}

```

### 各行の改行の維持
```
data
:
 
|

  
There was a young fellow of Warwick

  
Who had reason for feeling euphoric

      
For he could, by election

      
Have triune erection

  
Ionic, Corinthian, and Doric

```

### 最終行の改行のみ維持し他はスペース一字に置換
```
data
:
 
>

  
Wrapped text

  
will be folded

  
into a single

  
paragraph

  

  
Blank lines denote

  
paragraph breaks

```

### ハッシュのリスト
```
-
 
{
name
:
 
John Smith
,
 age
:
 
33
}

-
 
name
:
 
Mary Smith

  
age
:
 
27

```

### リストのハッシュ
```
men
:
 
[
John Smith
,
 
Bill Jones
]

women
:

  
-
 
Mary Smith

  
-
 
Susan Williams

```

## データ構造
YAML木は3種類の基本ノード、sequence, mapping, scalar からなる。各ノードは kind, content, tag によって特徴づけられる。

## 実装
YAMLは次の言語で利用可能である。
- ActionScript
- C/C++
- C#/.NET
- Cocoa
- Dart
- Golang
- Haskell
- Java
- JavaScript
- Lua
- Nim
- OCaml
- Perl
- PHP (PECLのモジュールやSymfonyのYAMLコンポーネントがある)
- Python
- Ruby (Ruby 1.8から標準ライブラリに含まれる。)
- Rust
- Tcl
- Vim